# Épeautrolles
Épeautrolles ist eine französische Gemeinde mit 169 Einwohnern (Stand: 1. Januar 2022) im Département Eure-et-Loir in der Region Centre-Val de Loire. Épeautrolles gehört zum Arrondissement Chartres und ist Teil des Kantons Illiers-Combray. Die Einwohner werden Speltérollitains genannt.

## Geographie
Épeautrolles liegt etwa 16 Kilometer südwestlich von Chartres. Umgeben wird Épeautrolles von den Nachbargemeinden Bailleau-le-Pin im Norden und Nordwesten, Sandarville im Norden, Ermenonville-la-Grande im Nordosten, Luplanté im Osten und Südosten, Ermenonville-la-Petite im Süden und Südosten, Charonville im Süden und Südwesten sowie Blandainville im Westen.
Durch die Gemeinde führt die Autoroute A11.

## Bevölkerung
| Bevölkerungsentwicklung   | Bevölkerungsentwicklung | Bevölkerungsentwicklung | Bevölkerungsentwicklung | Bevölkerungsentwicklung | Bevölkerungsentwicklung | Bevölkerungsentwicklung | Bevölkerungsentwicklung | Bevölkerungsentwicklung |
| ------------------------- | ----------------------- | ----------------------- | ----------------------- | ----------------------- | ----------------------- | ----------------------- | ----------------------- | ----------------------- |
| Jahr                      | 1962                    | 1968                    | 1975                    | 1982                    | 1990                    | 1999                    | 2006                    | 2013                    |
| Einwohner                 | 135                     | 116                     | 108                     | 127                     | 130                     | 147                     | 171                     | 191                     |
| Quelle: Cassini und INSEE |                         |                         |                         |                         |                         |                         |                         |                         |

## Sehenswürdigkeiten

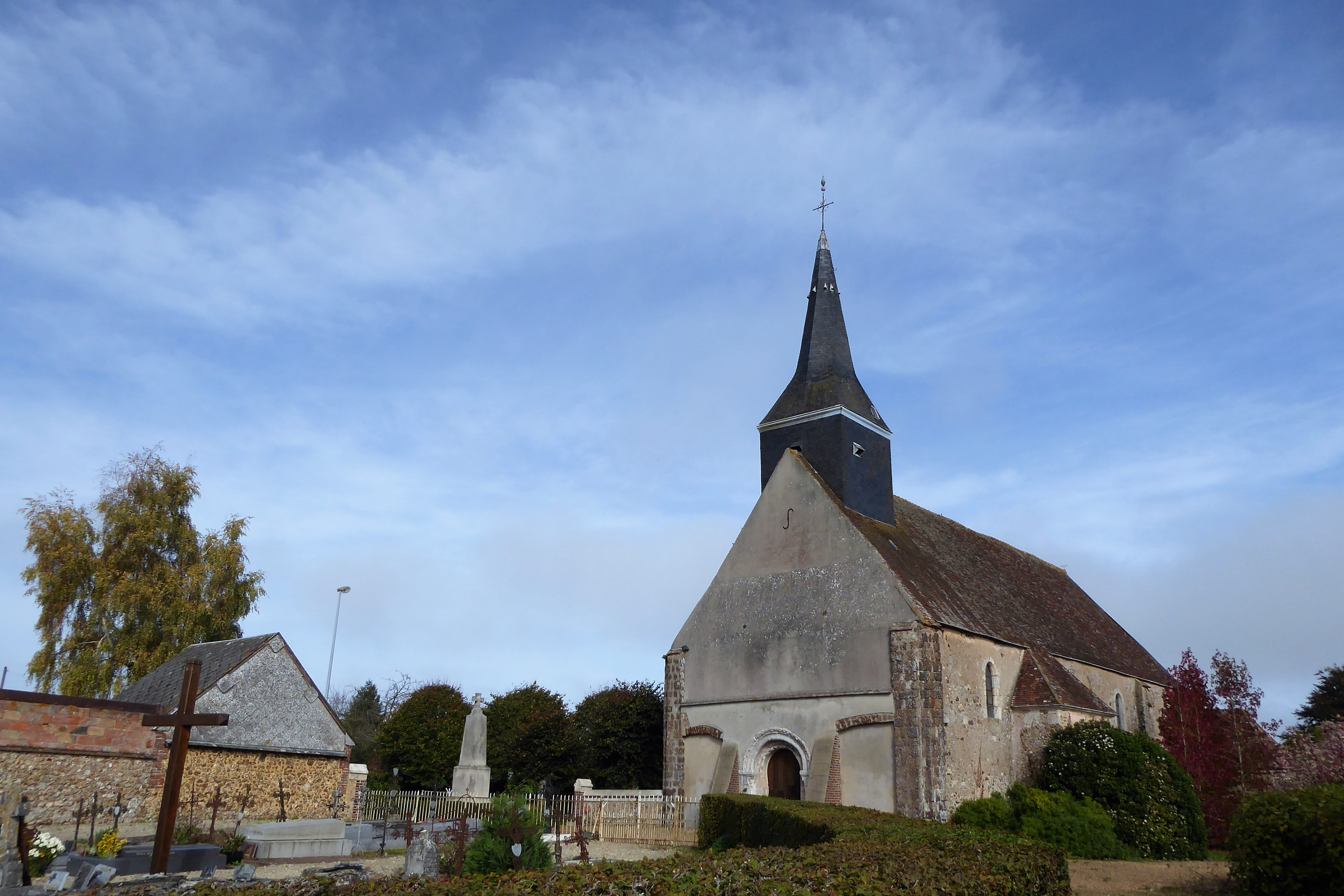
Kirche Saint-Étienne

- Kirche Saint-Étienne
- Britischer Soldatenfriedhof